# Jean Depreter
Jean Depreter, né le 23 novembre 1944 à Haine-Saint-Paul est un homme politique belge wallon, membre du PS.
Il est licencié en psycho-pédagogie et professeur. 

## Fonctions politiques
- Député fédéral belge du 14 juillet 1999 au 10 avril 2003 en remplacement de Elio Di Rupo